# Usicze
Usicze (ukr. Усичі, Usyczi) – wieś na Ukrainie, w obwodzie wołyńskim, w rejonie łuckim. W 2001 roku liczyła 535 mieszkańców.